# أراك رؤيسي
أراك رؤيسي (الاسم العلمي:Salvadora capitulata) هو نوع غير مؤكد من النباتات يتبع جنس الأراك من الفصيلة الأراكية.